# Campeonato Africano Sub-17 de 2013
El Campeonato Sub-17 de la CAF de 2013 fue un torneo de fútbol para jugadores menores de 17 años. La fase final de este torneo se desarrolló en Marruecos entre el 13 al 27 de abril de 2013. Los 4 mejores obtuvieron su cupo a la Copa Mundial de Fútbol Sub-17 de 2013, en Emiratos Árabes Unidos.
El campeón de esta edición fue Costa de Marfil, al imponerse en la final por definición a penales, a Nigeria.

## Países Participantes
| Equipos participantes | Equipos participantes | Equipos participantes | Equipos participantes | Equipos participantes |
| --------------------- | --------------------- | --------------------- | --------------------- | --------------------- |
| Botsuana              | Congo                 | Costa de Marfil       | Gabón                 |                       |
| Ghana                 | Marruecos             | Nigeria               | Túnez                 |                       |

## Sedes
| Casablanca        | Casablanca Marrakech | Marrakech          |
| ----------------- | -------------------- | ------------------ |
| Stade Mohammed V  | Casablanca Marrakech | Stade de Marrakech |
| Capacidad: 67,000 | Casablanca Marrakech | Capacidad: 45,240  |
|                   | Casablanca Marrakech |                    |

## Resultados
Horarios correspondientes a la hora de Marruecos (UTC).

### Primera fase

#### Grupo A
| Equipo    | Pts | PJ | PG | PE | PP | GF | GC | Dif |
| --------- | --- | -- | -- | -- | -- | -- | -- | --- |
| Marruecos | 7   | 3  | 2  | 1  | 0  | 8  | 2  | 6   |
| Túnez     | 7   | 3  | 2  | 1  | 0  | 8  | 4  | 4   |
| Gabón     | 3   | 3  | 1  | 0  | 2  | 6  | 9  | -3  |
| Botsuana  | 0   | 3  | 0  | 0  | 3  | 2  | 9  | -7  |

| 13 de abril de 2013, 15:00 | Marruecos                               | 4:1 (2:0) | Gabón             | Stade Mohamed V, Casablanca             |                                         |
|                            | Sakhi 8', 10' · Marzouk 56' · Jaadi 90' |           | Eyamba 61' (pen.) | Árbitro(s): Reinhold Shikongo (Namibia) | Árbitro(s): Reinhold Shikongo (Namibia) |

| 13 de abril de 2013, 18:00 | Túnez                           | 3:1 (2:1) | Botsuana     | Stade Mohamed V, Casablanca          |                                      |
|                            | Arbi 2', 6' (pen.) · Hassen 50' |           | Orebonye 20' | Árbitro(s): Juste Zio (Burkina Faso) | Árbitro(s): Juste Zio (Burkina Faso) |

| 16 de abril de 2013, 15:30 | Gabón                                  | 2:4 (0:3) | Túnez                                                            | Stade Mohamed V, Casablanca            |                                        |
|                            | Bouanga Owane 73' · Sellimi 79' (a.g.) |           | Belarbi 32' · Haj Hassen 39' · Abboud 45+2' · Allogho 88' (a.g.) | Árbitro(s): Maguette N'Diaye (Senegal) | Árbitro(s): Maguette N'Diaye (Senegal) |

| 16 de abril de 2013, 18:30 | Botsuana | 0:3 (0:1) | Marruecos                         | Stade Mohamed V, Casablanca               |                                           |
|                            |          |           | Bnou Marzouk 17', 80' · Sakhi 49' | Árbitro(s): Davies Ogenche Omweno (Kenia) | Árbitro(s): Davies Ogenche Omweno (Kenia) |

| 19 de abril de 2013, 18:30 | Marruecos        | 1:1 (0:0) | Túnez           | Stade Mohamed V, Casablanca        |                                    |
|                            | El Bouazzati 47' |           | Haj Hasseem 50' | Árbitro(s): Mahamadou Keita (Malí) | Árbitro(s): Mahamadou Keita (Malí) |

| 19 de abril de 2013, 18:30 | Gabón                        | 3:1 (2:1) | Botsuana       | Stade de Marrakech, Marrakech         |                                       |
|                            | Eyamba 2', 45+2' · Owane 78' |           | Mooketsane 38' | Árbitro(s): Achille Madila (RD Congo) | Árbitro(s): Achille Madila (RD Congo) |

#### Grupo B
| Equipo          | Pts | PJ | PG | PE | PP | GF | GC | Dif |
| --------------- | --- | -- | -- | -- | -- | -- | -- | --- |
| Nigeria         | 6   | 3  | 2  | 0  | 1  | 13 | 2  | 11  |
| Costa de Marfil | 5   | 3  | 1  | 2  | 0  | 2  | 1  | 1   |
| Ghana           | 2   | 3  | 0  | 2  | 1  | 2  | 7  | -5  |
| Congo           | 2   | 3  | 0  | 2  | 1  | 2  | 9  | -7  |

| 14 de abril de 2013, 15:00 | Congo     | 1:1 (1:1) | Costa de Marfil | Stade de Marrakech, Marrakech      |                                    |
|                            | Obassi 8' |           | Landry 27'      | Árbitro(s): Med Said Kordi (Túnez) | Árbitro(s): Med Said Kordi (Túnez) |

| 14 de abril de 2013, 18:00 | Nigeria                                                        | 6:1 (3:0) | Ghana      | Stade de Marrakech, Marrakech          |                                        |
|                            | Succes 10', 40', 63' (pen.), 68' · Bulbwa 30' · Ihenacho 90+5' |           | Yeboah 66' | Árbitro(s): Redouane Jiyed (Marruecos) | Árbitro(s): Redouane Jiyed (Marruecos) |

| 17 de abril de 2013, 15:30 | Costa de Marfil | 1:0 (0:0) | Nigeria | Stade de Marrakech, Marrakech             |                                           |
|                            | Niangbo 90'     |           |         | Árbitro(s): Samuel Chirindza (Mozambique) | Árbitro(s): Samuel Chirindza (Mozambique) |

| 17 de abril de 2013, 18:30 | Ghana      | 1:1 (1:1) | Congo       | Stade de Marrakech, Marrakech            |                                          |
|                            | Yeboah 38' |           | Bidimbou 3' | Árbitro(s): Wiish Hagi Yabarow (Somalia) | Árbitro(s): Wiish Hagi Yabarow (Somalia) |

| 20 de abril de 2013, 15:00 | Congo | 0:7 (0:4) | Nigeria                                                                                         | Stade de Marrakech, Marrakech       |                                     |
|                            |       |           | Kelechi Iheanacho 4', 44', 86' · Success Isaac 27', 33' · Yahaya Umar 49' · Ifeanyi Matthew 60' | Árbitro(s): Joshua Bondo (Botsuana) | Árbitro(s): Joshua Bondo (Botsuana) |

| 20 de abril de 2013, 15:00 | Costa de Marfil | 0:0 | Ghana | Stade Mohamed V, Casablanca               |  |
|                            |                 |     |       | Árbitro(s): Ali Mohamed Adelaid (Comores) |  |

## Segunda Fase

### Segunda fase
|  | Semifinales              | Semifinales             |       |                         | Final                   | Final  |  |
|  |                          |                         |       |                         |                         |        |  |
|  |                          |                         |       |                         |                         |        |  |
|  | 23 de abril - Casablanca |                         |       |                         |                         |        |  |
|  | Marruecos                | 1                       |       |                         |                         |        |  |
|  | Costa de Marfil          | 2                       |       |                         |                         |        |  |
|  |                          |                         |       |                         |                         |        |  |
|  |                          |                         |       |                         | 27 de abril - Marrakech |        |  |
|  |                          |                         |       |                         | Costa de Marfil         | 1 (5)  |  |
|  |                          | Nigeria                 | 1 (4) |                         |                         |        |  |
|  |                          |                         |       |                         |                         |        |  |
|  |                          |                         |       |                         |                         |        |  |
|  |                          |                         |       |                         | Tercer lugar            |        |  |
|  | 23 de abril - Marrakech  | 23 de abril - Marrakech |       | 27 de abril - Marrakech | 27 de abril - Marrakech |        |  |
|  | Nigeria                  | 4                       |       | Marruecos               | 1 (10)                  |        |  |
|  | Túnez                    | 2                       |       |                         | Túnez                   | 1 (11) |  |

#### Semifinales
| 23 de abril de 2013, 15:00 | Marruecos      | 1:2 (0:2) | Costa de Marfil        | Stade Mohammed V, Casablanca            |                                         |
|                            | Sabbar 67' (p) |           | Bedi 31' · Niangbo 39' | Árbitro(s): Reinhold Shikongo (Namibia) | Árbitro(s): Reinhold Shikongo (Namibia) |

| 24 de abril de 2013, 18:30 | Nigeria                                    | 4:2 (3:2) | Túnez                        | Stade de Marrakech, Marrakech             |                                           |
|                            | Iheanacho 2' · Yahaya 12', 58' · Isaac 21' |           | Belarbi 25' · Haj Hassen 30' | Árbitro(s): Davies Ogenche Omweno (Kenia) | Árbitro(s): Davies Ogenche Omweno (Kenia) |

#### Tercer lugar
| 27 de abril de 2013, 15:00 | Marruecos       | 1:1 (1:1; 0:1) (t. s.)(0:0 t. s.)(10:11 p.) | Túnez          | Stade de Marrakech, Marrakech       |                                     |
|                            | Bnou Mazouk 69' |                                             | Haj Hassan 44' | Árbitro(s): Joshua Bondo (Botsuana) | Árbitro(s): Joshua Bondo (Botsuana) |

#### Final
| 27 de abril de 2013, 18:00 | Costa de Marfil                            | 1:1 (1:1; 1:1) (t. s.)(0:0 t. s.)(5:4 p.) | Nigeria                                       | Stade de Marrakech, Marrakech      |                                    |
|                            | Bile Bedia 26'                             |                                           | Izu Omego 8'                                  | Árbitro(s): Mahamadou Keita (Malí) | Árbitro(s): Mahamadou Keita (Malí) |
|                            |                                            | Tiros desde el punto penal                |                                               |                                    |                                    |
|                            | Kessie · Diallo · Angban · Keita · Niangbo |                                           | Issac · Ifeanyi · Yahaya · Mohammed · Nwakali |                                    |                                    |

| Bandera de Costa de Marfil |
| Campeón Costa de Marfil    |
| Primer título              |

## Clasificados alMundial Sub-17 Emiratos Árabes Unidos 2013
| Bandera de Costa de Marfil | Bandera de Marruecos | Bandera de Nigeria | Bandera de Túnez |
| Costa de Marfil            | Marruecos            | Nigeria            | Túnez            |
| -------------------------- | -------------------- | ------------------ | ---------------- |